# Piper bilobulatum
Piper bilobulatum är en pepparväxtart som beskrevs av C. Dc.. Piper bilobulatum ingår i släktet Piper och familjen pepparväxter. Inga underarter finns listade i Catalogue of Life.